# Tourinnes-Saint-Lambert
Tourinnes-Saint-Lambert est une section de la commune belge de Walhain située en Région wallonne dans la province du Brabant wallon.
Tourinnes-Saint-Lambert comprend les localités de Tourinnes-les-Ourdons, Saint-Lambert, Libersart, Commune et Lérinnes. Le village est arrosé par le ruisseau du Nil, qui se jette dans l'Orne à Blanmont, affluent de la Dyle, bassin de l'Escaut.

## Démographie
- Sources:INS, Rem:1831 jusqu'en 1970=recensements, 1976= nombre d'habitants au 31 décembre

## Histoire
La nuit du 17 au 18 mars 1855, eut lieu à Tourinnes-Saint-Lambert, un des vols pour lesquels la bande noire fut jugée 1862. Ce vol fut l'un des tout premiers d'une longue série de méfaits perpétrés par la bande durant plus de cinq ans, dans la région de l’Entre-Sambre-et-Meuse au XIXe siècle.